# Tlahuica
Le tlahuica (autonyme : pjyɇkakjó, pjiekakjoo), aussi appelé ocuiltèque ou matlazinca d’Atzingo, est une langue oto-pame, proche du matlatzinca et pirinda, qui parlée dans la municipalité d’Ocuilan dans l’État de Mexico.

## Écriture
Un alphabet et une orthographe ont été dévelopés par la sous-direction technique de la Dirección General de Educación Indígena en 1982. Quelques révisions y ont été faites par Elpidia Reynoso en 1998 et Martha C. Muntzel et Aileen Martínez ont proposé un alphabet patique basés sur ceux-ci en 2019. Ces alphabets utilisent notamment les lettres barrés diagonalements ɇ, i̸, ø, ꞹ.